# Behquelleh
Behquelleh är en klan i Liberia.   Den ligger i regionen Bong County, i den centrala delen av landet, 180 km nordost om huvudstaden Monrovia.